# François Marie Cyprien Teullé
François Marie Cyprien Teullé (né le 13 septembre 1769 à Caumont, mort le 20 novembre 1848 à Caumont, est un militaire et un homme politique français.

## Carrière militaire
Il naît le 13 septembre 1769 à Caumont.
Après des études au collège de l'Esquille à Toulouse, il s'engage, à la Révolution, dans le 4e bataillon de la Haute-Garonne, sert à l'armée des Alpes où il se distingue au Siège de Toulon (1793), et gagne le grade de capitaine.
Adjoint aux adjudants-généraux, il est envoyé à l'armée des Pyrénées orientales ; il se signale au blocus de Bellegarde et aux sièges de Rosas et de Figuières, il se rend ensuite à l'armée des Côtes de l'Océan, commandée par Hoche, et devient, sous le Consulat, aide de camp du général de La Rue, chevalier de la Légion d'honneur (25 prairial an XII), et chef de bataillon, fait la campagne de 1805, puis celles de Prusse et de Pologne.
Créé chevalier de l'Empire le 28 mai 1809, nommé major au 12e de ligne le 11 juillet 1809, officier de la Légion d'honneur après Wagram, il fait la Campagne de Russie (1812) comme colonel du 12e de ligne, et se distingue à Yolontina et à la Bataille de la Moskowa où il est fait commandeur de la Légion d'honneur, puis à Moscou où Napoléon le crée baron de l'Empire.

## Carrière politique
Lors de la Première Restauration, il quitte le service, et au retour de l'Île d'Elbe (le 13 mai 1815), il est élu représentant à la Chambre des Cent-Jours pour l'arrondissement de Castelsarrasin (avec 24 voix sur 26 votants et 126 inscrits). Il y défend la cause impériale et demande la reconnaissance de Napoléon II.
Le Gouvernement de Juillet le nomme maire de Caumont, conseiller général du canton et vice-président du conseil d'arrondissement de Castelsarrasin.
Il meurt le 20 novembre 1848 à Caumont.

## Armoiries
| Armoiries | Blasonnement |
|           | Armes du chevalier Teullé et de l'Empire, 1809 D'azur au chevron accompagné en chef de deux épées et en pointe d'un lion, le tout d'argent à la bordure de gueules chargée au point du chef d'insigne des chevaliers légionnaires |

## Sources
- « François Marie Cyprien Teullé », dans Adolphe Robert et Gaston Cougny, Dictionnaire des parlementaires français, Edgar Bourloton, 1889-1891 [détail de l’édition]